# Улица Сурикова (Иркутск)
Улица Су́рикова (бывшая Спа́со-Лютера́нская, Ласса́ля) — улица в Правобережном округе города Иркутска, одна из центральных и старейших улиц города.

## Описание
Расположена в историческом центре между параллельными ей улицами Чкалова и Цесовской набережной.
Длина — 870 метров. Начинается под правобережной частью Глазковского моста сопряжением с улицей 5-й Армии и заканчивается пересечением с улицей Ленина. Пересекается улицами Чудотворской (с 1920 по 2016 год — улица Бограда) и Николая Гаврилова. С юга к ней примыкают улица Марата и переулок Гершевича.

## История
С 1932 по 1996 год работала Иркутская чаеразвесочная фабрика, корпус которой располагался по северной стороне улицы.
В 1948 году улицу Лассаля переименовали в улицу Сурикова.
В 2008 году на улице проводились археологические раскопки.
В 2010 году на улице появился новый сквер.
В декабре 2013 года на углу улиц Бограда и Сурикова был открыт новый корпус родильного дома. Примечательно, что это медицинское учреждение с 1960-х годов, с момента открытия, имеет народное название «Роддом на Бограда», несмотря на то, что старый корпус расположен на улице Сурикова и имеет соответствующий юридический адрес.

## Здания и сооружения
- № 1 — Бизнес-центр «Форум».
- № 16 — Городской перинатальный центр.
- № 21 — Сибирская академия права, экономики и управления (САПЭУ).